# Elizabeth Mongudhi
Elizabeth Mongudhi (sinh ngày 15 tháng 6 năm 1970 tại Windhoek) là một vận động viên người Namibia đã nghỉ hưu thi đấu trong các nội dung đường dài. Cô đại diện cho đất nước của mình tại Thế vận hội Mùa hè 1996 và 2000, cũng như hai Giải vô địch thế giới. Thành công lớn nhất của cô là huy chương đồng trong cuộc đua marathon tại Đại hội Thể thao Khối thịnh vượng chung năm 1998.

## Thành tích giải đấu
| Năm                  | Giải đấu            | Địa điểm                   | Thứ hạng         | Nội dung         | Chú thích        |
| Representing Anh     | Representing Anh    | Representing Anh           | Representing Anh | Representing Anh | Representing Anh |
| -------------------- | ------------------- | -------------------------- | ---------------- | ---------------- | ---------------- |
| 1994                 | Commonwealth Games  | Victoria, Canada           | 13th             | 3000 m           | 9:38.95          |
| Representing Namibia |                     |                            |                  |                  |                  |
| 1995                 | Universiade         | Fukuoka, Japan             | 14th             | 5000 m           | 16:34.26         |
| 1996                 | Olympic Games       | Atlanta, United States     | 59th             | Marathon         | 2:56:19          |
| 1997                 | Universiade         | Catania, Italy             | 9th              | Half marathon    | 1:21:40          |
| 1998                 | Commonwealth Games  | Kuala Lumpur, Malaysia     | 3rd              | Marathon         | 2:43:28          |
| 1999                 | Universiade         | Palma de Mallorca, Spain   | 6th              | Half marathon    | 1:16:02          |
| 1999                 | World Championships | Seville, Spain             | 27th             | Marathon         | 2:40:07          |
| 1999                 | All-Africa Games    | Johannesburg, South Africa | 4th              | Marathon         | 2:52:59          |
| 2000                 | Olympic Games       | Sydney, Australia          | –                | Marathon         | DNF              |
| 2001                 | World Championships | Edmonton, Canada           | 36th             | Marathon         | 2:42:23          |
| 2002                 | Commonwealth Games  | Manchester, United Kingdom | 10th             | Marathon         | 2:49:19          |